# 潟上市立大久保小学校

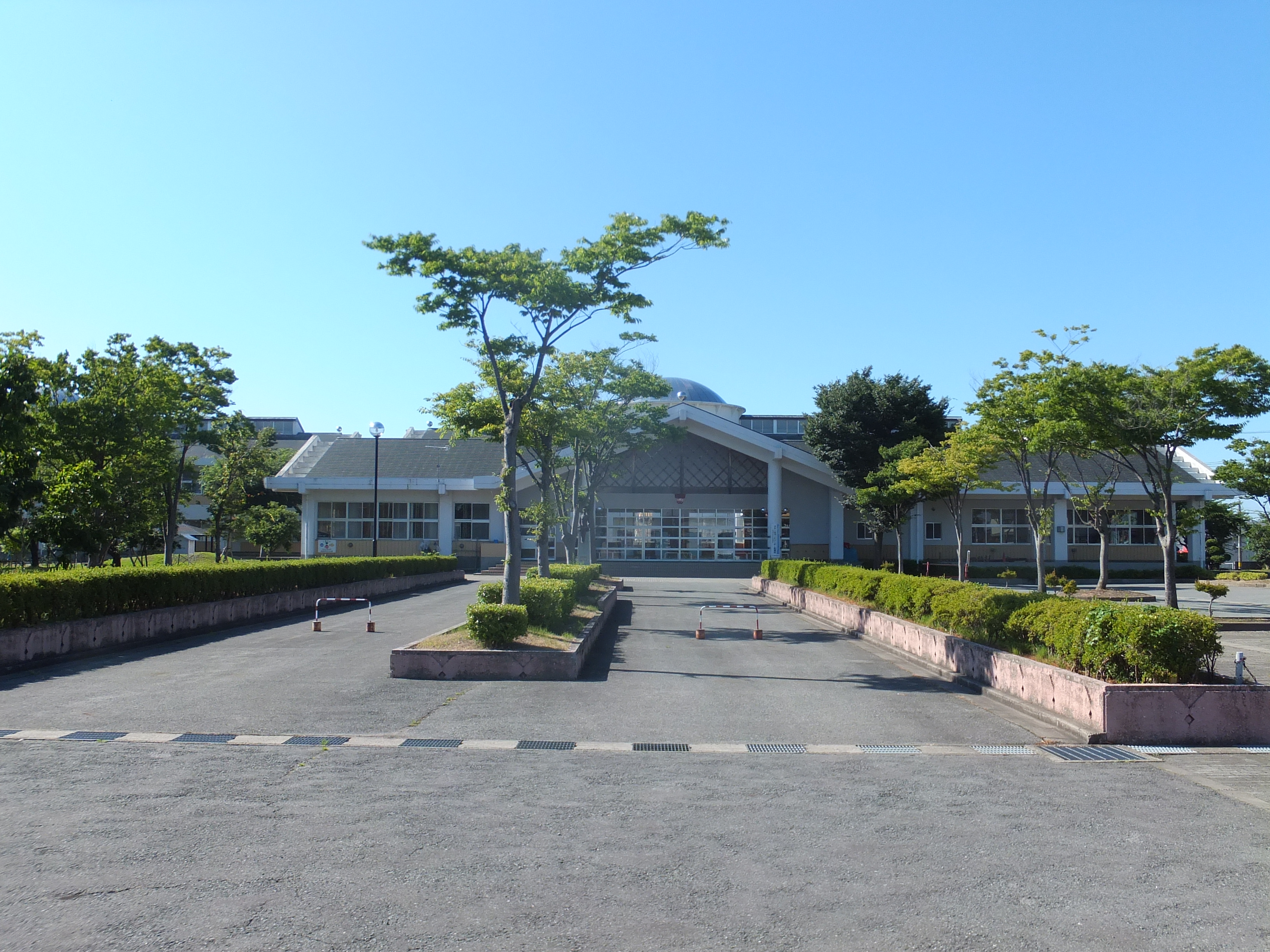
大久保小学校跡に開校した統合校の大豊小学校

潟上市立大久保小学校（かたがみしりつ おおくぼしょうがっこう）は、秋田県潟上市昭和大久保字高田にあった公立小学校。

## 沿革
を参照
- 1874年6月26日 - 湖南学校字元木堤の上に創立
- 1876年 - 校舎を字屋布（下町）に移転
- 1881年 - 大久保小学校と改称
- 1886年7月20日 - 本町火災のため校舎焼失
- 1887年 - 県令により大久保尋常小学校と改名、校舎新築（現在地）
- 1897年10月8日 - 本町火災のため校舎類焼
- 1898年 - 新校舎完成
- 1908年 - 尋常6ヵ年高等2ヵ年の課程に改正
- 1924年 - 町制実施、大久保町立大久保尋常高等小学校、学校改築落成
- 1930年 - 校旗制定
- 1941年 - 大久保町立大久保国民学校に改称
- 1942年 - 昭和町立大久保国民学校に改称
- 1947年 - 昭和町立大久保小学校に改称
- 2005年 - 潟上市立大久保小学校に改称
- 2012年 - 潟上市立豊川小学校との統合に伴って廃校。潟上市立大豊小学校が本校跡地に新設。

## 教育目標
『未来に向かう子ども ～豊かな心・確かな学力～』

## 著名出身者
- 阿部雅龍 (元冒険家)
- 木村謹治 (ドイツ文学者)